# Pelagia de Antioquía
Pelagia de Antioquía, La Venerable (siglo IV, Antioquía-468, Jerusalén), fue una mujer pagana, convertida al cristianismo por el obispo de Antioquía, Nono, que luego se hizo ermitaña, ocultando su identidad. Su memoria litúrgica se celebra el 8 de octubre.

## Biografía
Según la tradición, Pelagia fue una prominente actriz y cortesana de la ciudad de Antioquía, de religión pagana, quien por su forma de vida, había conducido a la perdición a muchas personas.
Un día, por curiosidad, entró en una reunión de cristianos y, al oír al obispo predicar sobre el infinito tesoro de la misericordia de Dios, se conmovió. Aunque quiso rezar no pudo, porque ya no recordaba cómo se hacía. Sin embargo, tomó el firme propósito de dejar su anterior vida. Fue finalmente convertida a Cristo y bautizada por un obispo llamado Nono, al que le había escrito:

«Al santo discípulo de Jesús: He oído decir que tu Dios bajó del cielo a la tierra para salvación de los hombres. Él no desdeñó hablar con la mujer pecadora. Si eres su discípulo, escúchame. No me niegues el bien y el consuelo de oír tu palabra para poder hallar gracia, por tu medio, con Jesucristo, nuestro Salvador».

Repartió entre los pobres sus joyas y bienes, liberó a sus esclavos y vistiendo una humilde túnica, dejó Antioquía. Decidió ir a vivir al monte de los Olivos en Jerusalén, donde se construyó una celda y vivió como una asceta tres o cuatro años.
Por prudencia ocultó su condición de mujer, tomando el nombre masculino de "Pelagio". Durante el concilio de Antioquía recibió la visita de un diácono, a quien recibió sin revelarle su verdadera identidad. Poco después del regreso del diácono, encontraron muerto al ermitaño aparentemente como resultado de un ascetismo extremo, que le había demacrado hasta el punto de no ser reconocible. Al disponerse a ungirlo con mirra, descubrieron que era una mujer. Esta historia se repite también en la tradición de María de Egipto.
Fue enterrada el 8 de octubre del año 468 en su celda. Al descubrir que el renombrado monje había sido una mujer, los santos patriarcas trataron de mantenerlo en secreto, pero el rumor se extendió y sus reliquias atrajeron a peregrinos de lugares tan lejos como Jericó y el valle del Jordán. Su tumba, en el Monte de los Olivos, es, hasta el día de hoy, un lugar de peregrinaje.

## Significado y leyenda
Hermann Usener ha tratado de demostrar, por una serie de sutiles deducciones, que esta santa, junto a santa Marina y santa Margarita no es más que una farsa cristiana de la diosa griega del amor, Afrodita. Sin embargo, para la mayoría de los investigadores no hay duda de la existencia de la primera Pelagia de Antioquía, nombrada por Ambrosio de Milán y Juan Crisóstomo. Las leyendas que han quedado unidas a su nombre son el resultado de un desarrollo posterior común en la historia literaria.
El sermón del año 390 de san Juan Crisóstomo menciona a dos santas Pelagia de Antioquía, una virgen que sufrió martirio durante la persecución de Diocleciano por negarse a ofrecer sacrificio a los dioses paganos, y una actriz y prostituta, aparentemente bien conocida, "de una ciudad malvada de Fenicia" (posiblemente Heliópolis) que sedujo "al hermano de la emperatriz" pero se convirtió "en nuestros días". Eusebia, la esposa de Constancio II, tenía dos hermanos, Eusebio e Hipatio, cónsules conjuntos en 359, que vivieron muchos años en Antioquía. En su relato, el prefecto y algunos de sus soldados intentaron atraerla a su vida anterior, un papel desempeñado por Satanás en la hagiografía, en la que también se combinaron aspectos de varias historias, como relatos apócrifos de María Magdalena.

## Tributos
El la liturgia oriental se han compuesto varios himnos en su honor:
- Tropario (tono 4)

En Ti, Madre Pelagia, con exactitud fue preservada la imagen,
porque llevaste la Cruz, seguiste a Cristo,
obraste y enseñaste a ignorar el cuerpo siendo perecedero
y a preocuparnos por las cosas del alma que es inmortal.
Por eso se regocija tu alma, piadosa, junto a los ángeles.
- Kondakion (tono 2)

Con ayunos consumiste tu cuerpo;
con oración vigilante recibiste perdón total de tus hechos pasados, oh madre.
Nos has revelado el camino del arrepentimiento, madre Pelagia.
También en la primera mitad del siglo XIV se hizo una narración hagiográfica en español llamada Vida de Santa Pelagia.